# Маховка (Пуховичский район)
Маховка (бел. Махо́ўка) — деревня в Пуховичском районе Минской области Республики Беларусь. В составе Новопольского сельсовета.

## География
Расположена в 34,5 км на северо-западе от Марьиной Горки, 34,5 км от Минска, 11,5 км от железнодорожной станции Руденск на линии Минск — Осиповичи.
Ближайшие населённые пункты Дудичи, Ленинский, Шелеги, Узляны и др.

## История
В конце XIX века фольварк Маховщина в Дудичской волости Игуменского уезда. В 1908 году были одноименные фольварк, урочище, и хутор.
С конца февраля 1918 года территория оккупирована войсками Германской империи. 25 марта 1918 года согласно Третьей Уставной грамоте волость провозглашена частью Белорусской Народной Республики. В декабре 1918 года занята Красной Армией, с 1 января 1919 года в соответствии с постановлением I съезда КП(б) Беларуси она вошла в состав Советской Белоруссии, с 27 февраля 1919 года — в ЛитБел ССР. Во время польско-советской войны в августе 1919 — июле 1920 годов под оккупацией Польши (Минский округ ГУУЗ).
С 31 июля 1920 года в Белорусской ССР.
Во Вторую мировую войну с конца июня 1941 года до начала июля 1944 года под оккупацией Германии.
24 ноября 1966 года к Маховке были присоединены деревни Дубинки и Красный Берег.
До 28 мая 2013 года деревня входила в состав Узлянского сельсовета.

## Население

### Численность
- 2019 год — 9 жителей

### Динамика
- 1897 год — 12 жителей; урочище, 11 жителей
- 1908 год — фольварок, 12 жителей; урочище, 7 жителей; хутор, 7 жителей
- 1917 год — фольварок 11 жителей; на хуторе 2 двора, 11 жителей; лесничевка, 5 жителей
- 1999 год — 9 жителей (перепись населения)
- 2002 год — 8 жителей, 7 дворов
- 2009 год — 6 жителей (перепись населения)[4]
- 2012 год — 5 жителей, 5 хозяйств
- 2019 год — 9 жителей (перепись населения)

## Улицы
- Озёрная улица
- Лесная улица
- Солнечный переулок
- 1-й Озёрный переулок
- 2-й Озёрный переулок

## Известные лица
- Ладутько, Фёдор Сергеевич (род. 1943) — художник-график.